# Saison 3 de Following
Chronologie
Saison 2
Cet article présente les épisodes de la troisième et dernière saison de la série télévisée américaine Following (The Following).

## Synopsis
Joe Carroll, un tueur en série emprisonné à vie, est parvenu à créer un culte autour de sa personne, un nombre de personnes prêtes à tuer pour continuer l’œuvre du meurtrier, y compris dans l'entourage de son ennemi, l'agent du FBI Ryan Hardy.

## Distribution

### Acteurs principaux
- Kevin Bacon : Ryan Hardy
- James Purefoy : Joe Carroll
- Shawn Ashmore : Agent Mike Weston
- Jessica Stroup : Max Hardy
- Sam Underwood : Mark Gray
- Zuleikha Robinson : Gwen[1]
- Gregg Henry : Dr Arthur Strauss[2] (épisodes 1 à 6)
- Michael Ealy : Theo Noble[3] (épisodes 6 à 15)

### Acteurs récurrents
- Valerie Cruz : Agent Gina Mendez, agent du FBI (7 épisodes)
- Kyle Barisich : FBI Agent Hopkins (6 épisodes)
- Ruth Kearney : Daisy[4] (11 épisodes)
- Hunter Parrish : Kyle[4] (épisodes 1 à 5)
- Gbenga Akinnagbe : Tom[5] (11 épisodes)
- Kristen Bush : Dawn McClane (épisodes 1, 3 et 14)
- Anna Wood (en) : Julianna (épisodes 3 à 5)
- Monique Gabriela Curnen : Erin (épisodes 4 à 12)
- Susan Kelechi Watson : Cindy (épisodes 6 à 8)
- Mike Colter : agent Nick Donovan (épisodes 7 à 9)
- Megalyn Echikunwoke : Penny[6] (épisodes 10 à 13)
- Annet Mahendru : Eliza[7] (épisodes 11 à 15)
- Diane Neal : Lisa Campbell (épisodes 11 à 14)

### Invités
- Felix Solis : Agent Clarke, directeur du FBI (épisodes 1 et 2)
- Michael Irby : Andrew (épisodes 1 et 2)
- Glenn Fleshler (en) : Neil (épisodes 2 et 3)
- Robin Weigert : Juge Wallace (épisode 5)
- Allison Mack : Hilary[8] (épisode 6)
- Tim Guinee : Duncan Banks (épisodes 6 et 7)
- John Lafayette : Scott Turner (épisode 7)

## Épisodes

### Épisode 1:Sang frais
- États-Unis /  Canada : 2 mars 2015 sur Fox[9] / Bravo!
- Belgique : 20 octobre 2015 sur La Une
- Suisse : 2 février 2016 sur RTS Un
- Québec : 28 septembre 2016 sur Max[10]

- États-Unis : 4,86 millions de téléspectateurs[11]

### Épisode 2:Secrets bien conservés
- États-Unis /  Canada : 9 mars 2015 sur Fox / Bravo!
- Belgique : 20 octobre 2015 sur La Une
- Suisse : 9 février 2016 sur RTS Un

- États-Unis : 3,51 millions de téléspectateurs[12] (première diffusion)

- Valerie Cruz (Agent Mendez)
- Felix Solis (Agent Clarke)
- Gbenga Akinnagbe (Tom)
- Joy Osmanski (Anna Clarke)
- Ruth Kearney (Daisy)
- Hunter Parrish (Kyle)
- Glenn Fleshler (en) (Neil)
- April Lee Hernández (Louise)
- Gerry Bamman (Charles)
- Michael Irby (Andrew)

### Épisode 3:En pleine lumière
- États-Unis /  Canada : 16 mars 2015 sur Fox / Bravo!
- Belgique : 27 octobre 2015 sur La Une
- Suisse : 16 février 2016 sur RTS Un

- États-Unis : 3,53 millions de téléspectateurs[13] (première diffusion)

- Paul Fitzgerald (Warren)
- Hina Abdullah (Paula)
- Ruth Kearney (Daisy)
- Hunter Parrish (Kyle)
- Valerie Cruz (Agent Mendez)
- Glenn Fleshler (en) (Glenn)
- Gbenga Akinnagbe (Tom)
- Joy Osmanski (Anna)
- Kristen Bush (Dawn)
- Gerry Bamman (Charles)
- Anna Wood (Julianna)
- April Lee Hernández (Louise)
- Afton Williamson (Haley)
- Jayce Bartok (Wyatt)

### Épisode 4:Une affaire personnelle
- États-Unis /  Canada : 23 mars 2015 sur Fox / Bravo!
- Belgique : 27 octobre 2015 sur La Une
- Suisse : 23 février 2016 sur RTS Un

- États-Unis : 3,93 millions de téléspectateurs[14] (première diffusion)

- Valerie Cruz (Agent Mendez)
- Gbenga Akinnagbe (Tom)
- Monique Gabriela Curnen (Erin)
- Ruth Kearney (Daisy)
- Hunter Parrish (Kyle)
- Anna Wood (Julianna)
- Hannah Marks (Marisol)
- Max Carver (Reggie)

### Épisode 5:Le Bal des menteurs
- États-Unis /  Canada : 23 mars 2015 sur Fox / Bravo!
- Belgique : 3 novembre 2015 sur La Une
- Suisse : 1er mars 2016 sur RTS Un

- États-Unis : 3,75 millions de téléspectateurs[14] (première diffusion)

- Valerie Cruz (Agent Mendez)
- Gbenga Akinnagbe (Tom)
- Monique Gabriela Curnen (Erin)
- Ruth Kearney (Daisy)
- Hunter Parrish (Kyle)
- Anna Wood (Julianna)
- Robin Weigert (Juge Wallace)
- Michael Michele (Sheila)
- Cotter Smith (Nathan)

### Épisode 6:Terrain de jeu
- États-Unis /  Canada : 30 mars 2015 sur Fox / Bravo!
- Belgique : 3 novembre 2015 sur La Une
- Suisse : 8 mars 2016 sur RTS Un

- États-Unis : 3,28 millions de téléspectateurs[15] (première diffusion)

- Gbenga Akinnagbe (Tom)
- Tobias Segal (en) (Pat)
- Michael Gaston (Sheriff Windsor)
- Ruth Kearney (Daisy)
- Tim Guinee (Duncan)
- Eric Nelsen (Justin Windsort)
- Elia Monte-Brown (Michelle Leeks)
- Allison Mack (Hillary)
- Susan Kelechi Watson (Cindy)
- Monique Gabriela Curnen (Erin Sloan)

### Épisode 7:Chasse gardée
- États-Unis /  Canada : 6 avril 2015 sur Fox / Bravo!
- Belgique : 10 novembre 2015 sur La Une
- Suisse : 15 mars 2016 sur RTS Un

- États-Unis : 2,95 millions de téléspectateurs[16] (première diffusion)

- John Lafayette (Scott Turner)
- Tim Guinee (Duncan)
- Gbenga Akinnagbe (Tom)
- Monique Gabriela Curnen (Erin Sloan)
- Manny Montana (Luis)
- David Furr (Tucker)
- Conor Romero (Kent)
- Chris Beetem (en) (Corey)
- Pepper Binkley (Gillian)
- Susan Kelechi Watson (Cindy)

### Épisode 8:L'Homme qui n'existait pas
- États-Unis /  Canada : 13 avril 2015 sur Fox / Bravo!
- Belgique : 10 novembre 2015 sur La Une
- Suisse : 22 mars 2016 sur RTS Un

- États-Unis : 3,46 millions de téléspectateurs[17] (première diffusion)

- Valerie Cruz (Agent Mendez)
- Julie Ann Emery (Nancy)
- David Pittu (Eldon)
- Susan Kelechi Watson (Cindy)
- Randy Kovitz (Dr York)
- Jessica Blank (Dr Ann York)
- Alfredo Narciso (Dt. Alvarez)
- Monique Gabriela Curnen (Erin Sloan)
- Mike Colter (Nick Donovan)
- David Furr (Tucker)
- Stephen Schnetzer (Malcolm Tower)

### Épisode 9:Le Visiteur
- États-Unis /  Canada : 20 avril 2015 sur Fox / Bravo!
- Belgique : 24 novembre 2015 sur La Une
- Suisse : 29 mars 2016 sur RTS Un

- États-Unis : 3,41 millions de téléspectateurs[18] (première diffusion)

- Mike Colter (Nick Donovan)
- Evan Arthur Hall (Gary)
- Bill Dawes (Robert Tubbs)
- Ruth Kearney (Daisy)
- Gbenga Akinnagbe (Tom)
- Monique Gabriela Curnen (Erin Sloan)

### Épisode 10:Jamais plus!
- États-Unis /  Canada : 27 avril 2015 sur Fox / Bravo!
- Belgique : 1er décembre 2015 sur La Une
- Suisse : 5 avril 2016 sur RTS Un

- États-Unis : 3,46 millions de téléspectateurs[19] (première diffusion)

- Megalyn Echikunwoke (Penny)
- Gbenga Akinnagbe (Tom)
- Monique Gabriela Curnen (Erin Sloan)
- J. Tucker Smith (Warden)
- Mouzam Makkar (Dana)
- Alex McKenna (Jewel)

### Épisode 11:La Vie en noir
- États-Unis /  Canada : 4 mai 2015 sur Fox / Bravo!
- Belgique : 8 décembre 2015 sur La Une
- Suisse : 12 avril 2016 sur RTS Un

- États-Unis : 3,22 millions de téléspectateurs[20] (première diffusion)

- Megalyn Echikunwoke (Penny)
- Gbenga Akinnagbe (Tom)
- Monique Gabriela Curnen (Erin Sloan)
- Diane Neal (Lisa Campbell)
- Alex McKenna (Jewel)
- Robert Sedgwick (Oleg)
- Annet Mahendru (Eliza)

### Épisode 12:Au-delà des limites
- États-Unis /  Canada : 11 mai 2015 sur Fox / Bravo!
- Belgique : 15 décembre 2015 sur La Une
- Suisse : 19 avril 2016 sur RTS Un

- États-Unis : 3,21 millions de téléspectateurs[21] (première diffusion)

- Ruth Kearney (Daisy)
- Megalyn Echikunwoke (Penny)
- Gbenga Akinnagbe (Tom)
- Monique Gabriela Curnen (Erin Sloan)
- James McMenamin (Lonnie)
- Annet Mahendru (Eliza)

### Épisode 13:Un simple échange
- États-Unis /  Canada : 11 mai 2015 sur Fox / Bravo!
- Belgique : 15 décembre 2015 sur La Une
- Suisse : 26 avril 2016 sur RTS Un

- États-Unis : 3,07 millions de téléspectateurs[21] (première diffusion)

- Ruth Kearney (Daisy)
- Megalyn Echikunwoke (Penny)
- Diane Neal (Lisa Campbell)
- Korey Jackson (Agent Hammond)

### Épisode 14:Faire durer le plaisir
- États-Unis /  Canada : 18 mai 2015 sur Fox / Bravo!
- Belgique : 22 décembre 2015 sur La Une
- Suisse : 3 mai 2016 sur RTS Un

- États-Unis : 3,13 millions de téléspectateurs[22] (première diffusion)

- Annet Mahendru (Eliza)
- Jonathan Walker (Doctor)
- Valerie Cruz (Gina Mendez)
- Ruth Kearney (Daisy)
- Kristen Bush (Dawn)

### Épisode 15:La Mort lui va si bien
- États-Unis /  Canada : 18 mai 2015 sur Fox / Bravo!
- Belgique : 29 décembre 2015 sur La Une
- Suisse : 10 mai 2016 sur RTS Un

- États-Unis : 3,05 millions de téléspectateurs[22] (première diffusion)

- Annet Mahendru (Eliza)
- Diane Neal (Lisa Campbell)
- Quincy Dunn-Baker (Agent Royce)